# Itchan Kala
L'Itchan Kala è quella parte murata della città di Khiva (in Uzbekistan) in cui ebbe sede il governo dei Khan di Khīwa, che dal XVII secolo si attribuirono il titolo più magniloquente di Shah. A partire dal 1990 è stata inserita dall'UNESCO tra i Patrimoni dell'umanità.

## Storia
La città vecchia contiene oltre 50 monumenti storici e 250 vecchie abitazioni, per la maggior parte risalenti al XVIII e XIX secolo. La Moschea-cattedrale (detta anche "Moschea del Venerdì"), ad esempio, venne edificata nel X secolo e ricostruita nel 1788-89, mantenendo ben 112 colonne risalenti alla vecchia versione.
La caratteristica più spettacolare dell'Itchan Kala è costituita dalle sue mura in mattoni e dalle quattro porte situate sui lati della fortezza rettangolare. Le fondamenta delle mura risalgono al decimo secolo, ma le mura odierne, di circa 10 metri d'altezza, vennero erette nel tardo XVII secolo, ed in seguito restaurate.

## Monumenti

### Porte di ingresso
- Tosh Darvoza porta sud
- Ota Darvoza porta ovest
- Palvan Darvoza porta est
- Bogcha Darvoza porta nord

### Madrase
- Madrasa Allakuli Khan
- Madrasa Mohammed Amin Khan
- Madrasa Arab Mohammed Khan
- Madrasa Mohammed Rahim Khan

### Moschee
- Moschea Juma
- Moschea Ak

### Mausolei
- Mausoleo Sayid Alauddin
- Mausoleo di Pahlavon Mahmud

### Palazzi
- Palazzo Tosh-hovli
- Palazzo Narallabay

### Altri monumenti
- Minareto Kalta Minor
- Complesso Islam Khodja
- Kuhna Ark